# Tresigallo
Tresigallo – miejscowość i gmina we Włoszech, w regionie Emilia-Romania, w prowincji Ferrara. Targ w miasteczku odbywa się we wtorki na piazza della Repubblica. W lipcu odbywa się tam "Fiera di Tresigallo", a w sierpniu "Festa de l'unita". Pod miasteczkiem znajduje się przetwórnia owoców oraz sady firmy Mazzoni. Z Tresigallo do Ferrary jest ok. 20 km, do wybrzeża ok. 30 km, do przejścia granicznego Kudowa Słone-Nachód dokładnie 1229 km.
Według danych na rok 2004 gminę zamieszkiwały 4754 osoby, a gęstość zaludnienia wynosiła 237,7 os./km².